# Emil
Emil ist ein männlicher Vorname. Emil kommt aber auch als Nachname vor.

## Herkunft und Bedeutung
Beim Vornamen Emil handelt es sich um eine Variante des lateinischen Gentilnamens Aemilius.
Zur Herleitung des Gentilnamens Aemilius existieren verschiedene Theorien:
- lateinisch aemulus (Adjektiv):[3][4]„eifersüchtig“[5]
- lateinisch aemulus (Nomen):[3] „Ebenbürtiger“, „Konkurrent“, „Rivale“[6]
- lateinisch aemulare:[3] „eifersüchtig sein“, „nachahmen“, „wetteifern“[7]
- etruskisch: „freundlich“[3]

## Verbreitung

### International
Der Name Emil erfreut sich international großer Beliebtheit.
In Tschechien war der Name Emil schon in den 1930er Jahren weit verbreitet. Im Laufe der Jahre sank seine Beliebtheit jedoch. Im Jahr 2000 erreichte er zuletzt eine Platzierung in der Top-100 der tschechischen Vornamenscharts (Stand 2016). In Bosnien und Herzegowina ist der Name weiterhin populär und gehört beständig zu den 100 meistgewählten Jungennamen. Im Jahr 2021 belegte Emil dort Rang 53 der Hitliste. Ein ähnliches Bild zeigt sich in Polen, wo der Name zuletzt auf Rang 78 der Vornamenscharts stand. In Slowenien wird der Name seit 1992 in der Namensgebung berücksichtigt. Den besten Platz belegte er mit Rang 134 im Jahr 1993.
In Dänemark hat sich Emil im vorderen Viertel der Top-100 etabliert. Zuletzt belegte der Name dort Rang 10. In Norwegen gelang dem Namen in der zweiten Hälfte der 1980er und in den 1990er Jahren ein rascher Aufstieg in der Hitliste der 100 meistvergebenen Jungennamen. In den vergangenen 12 Jahren stand Emil dort sechsmal an der Spitze der Vornamenscharts. Zuletzt belegte er Rang 3 der Hitliste (Stand 2021). Auch in Island ist der Name sehr beliebt. Im Jahr 2018 stand er auf Rang 3 der Vornamenscharts. Dagegen sinkt die Popularität des Namens in Schweden. Stand Emil dort im Jahr 2002 noch an der Spitze der Vornamenscharts, belegte er im Jahr 2021 noch Rang 59. Seit 2009 liegt der Name in Finnland in den Top-50, seit 2022 sogar in den Top-10.
Der Name kommt in den Niederlanden seit 1930 regelmäßig in den Vornamenscharts vor. In den letzten 10 Jahren wurde er etwa 130 Mal gewählt. In Frankreich taucht Emil seit Anfang der 1990er Jahre jedes Jahr in den Hitlisten auf, der Name ist aber nur mäßig beliebt. In Belgien befindet sich der Name seit 2020 in den Top-200. In England und Wales liegt der Name seit 1996 fast jedes Jahr in den Top-1000. Der Name ist aber nur mäßig beliebt. Emil ist seit 1964 in Irland jedes Jahr in den Hitlisten anzutreffen. Der Name ist aber nicht sehr populär. Die Vergabe ist auch in Liechtenstein, Schottland und Nordirland nachgewiesen.
Emil lag in den USA von 1880 bis Anfang der 1980er Jahre stets in den Top-1000, wobei seine Popularität seit den 1920er Jahren stark rückläufig war. In Kanada wird der Name seit 1980 jährlich vergeben, er ist aber nicht sonderlich populär. Der Name ist in Aserbaidschan seit dem Jahr 2012 dauerhaft in den Top-30.

### Deutscher Sprachraum
In Österreich wuchs die Beliebtheit des Namens Emil in den vergangenen Jahren. Im Jahr 2023 belegte er Rang 22 der Hitliste. Von 1984 bis 2023 wurde der Name rund 4.700 Mal vergeben. Emil wird in der Schweiz seit 1930 regelmäßig bei der Namenswahl berücksichtigt. Von 1930 bis 1950 lag er stets in den Top-100, danach ging seine Beliebtheit stetig zurück. Seit der Jahrtausendwende steigt seine Popularität wieder an. Im Jahr 2023 stand Emil hier auf Rang 36 der Vornamenscharts.
In Deutschland war der Name bereits im ausgehenden 19. und beginnenden 20. Jahrhunderts sehr beliebt. Seine höchste Platzierung in den Vornamenscharts für diesen Zeitraum erreichte er im Jahr 1902, wo er mit Rang 11 die Top-10 nur knapp verfehlte. Vor allem ab der Mitte der 1920er Jahre sank seine Beliebtheit rasch. Erst in den späten 1990er Jahren wurde der Name wieder häufiger vergeben. In den späten 2000er und frühen 2010er Jahren stieg er in den Vornamenscharts auf. Im Jahr 2021 belegte Emil Rang 8 der Hitliste und wurde an 1,1 % aller neugeborenen Jungen vergeben. Auf der Hitliste der beliebtesten Folgenamen erreichte er Rang 10. Der Name wird vor allem in Norddeutschland  besonders häufig vergeben. Auch in Ostdeutschland  steigt seine Beliebtheit.

## Varianten
Neben Emil existieren folgende Namensvarianten:
- Bulgarisch: Емил Emil
- Finnisch: Eemeli, Eemi, Eemil
- Französisch: Émile
- Griechisch: Αιμίλιος Emilios
  - Altgriechisch: Αιμίλιος Aimílios
- Italienisch: Emilio
  - Latein: Aemilius
- Lettisch: Emīls
- Litauisch: Emilis
- Mazedonisch: Емил Emil
- Niederländisch: Emiel
- Portugiesisch: Emílio
- Russisch: Эмиль Emil
- Schwedisch
  - Diminutiv: Mille
- Serbisch: Емил Emil
- Spanisch: Emilio
  - Katalanisch: Emili

Für weibliche Varianten: siehe Emilia#Varianten

## Namenstage
- 10. März: nach Emil von Lagny, Abt des Klosters Lagny
- 22. Mai: nach Aemilius von Karthago, Märtyrer während der Christenverfolgung unter Decius

## Namensträger

### Emil

#### A
- Emil Aarestrup (1800–1856), dänischer Dichter
- Emil Audero (* 1997), italienischer Fußballspieler

#### B
- Emil Bartoschek (1899–1969), deutscher Künstler
- Emil Bassermann-Jordan (1835–1915), deutscher Weingutsbesitzer und Bankier
- Emil Beck (1887–1982), deutscher Ingenieur und Reichsbahnbeamter
- Emil Beck (1935–2006), deutscher Fechttrainer
- Emil von Behring (1854–1917), deutscher Bakteriologe und Nobelpreisträger
- Emil Berggren (* 1986), schwedischer Handballspieler und -funktionär
- Emil Berliner (1851–1929), deutscher Erfinder
- Emil Bock (1895–1959), deutscher Anthroposoph und Schriftsteller
- Emil du Bois-Reymond (1818–1896), deutscher Physiologe
- Emil Brack (1860–1906), deutscher Genremaler und Aquarellist

#### C
- Emile Charlap (1918–2015), US-amerikanischer Musiker, Kopist und Kontraktor
- Emil Cimiotti (1927–2019), deutscher Bildhauer
- Emil Cioran (1911–1995), rumänischer Philosoph

#### D
- Emil Devrient (1803–1872), deutscher Schauspieler
- Emil Doepler der Jüngere (1855–1922), deutscher Maler, Kunstgewerbler, Gebrauchsgrafiker und Heraldiker
- Emil Dovifat (1890–1969), deutscher Publizistikwissenschaftler

#### E
- Emil Erndtmann, deutscher Automobilrennfahrer

#### F
- Emil Ferrari (* 1995), deutscher Comedian
- Emil Fischer (1852–1919), deutscher Chemiker
- Emil Forsberg (* 1991), schwedischer Fußballspieler

#### G
- Emil Gilels (1916–1985), russischer Pianist
- Emil Greul (1895–1993), deutscher Admiralstabsarzt

#### H
- Emil Hácha (1872–1945), tschechischer Jurist und Politiker
- Emil Heilbut (1861–1921), deutscher Kunstsammler und -vermittler, Publizist und Kunstkritiker
- Emil Hünten (1827–1902), deutscher Historienmaler

#### I
- Emil Iversen (* 1991), norwegischer Skilangläufer

#### J
- Emil Jannings (1884–1950), deutscher Schauspieler
- Emil Jellinek (1853–1918), österreichisch-ungarischer Geschäftsmann

#### K
- Emil Kammer (1874–1960), Bauingenieur und Hochschullehrer
- Emil Kemmer (1914–1965), deutscher Politiker
- Emil Knöringer (1908–2004), deutscher Maler
- Emil Kostadinow (* 1967), bulgarischer Fußballspieler
- Emil Kraepelin (1856–1926), deutscher Psychiater
- Emil Krafth (* 1994), schwedischer Fußballspieler
- Emil Kränzlein (1850–1936), deutscher Fabrikant
- Emil Krebs (1867–1930), deutscher Sinologe und Vielsprachler
- Emil Kronenberg (1864–1954), deutscher Arzt, Politiker und Schriftsteller

#### L
- Emil Lang (1883–1959), deutscher Agrarwissenschaftler, Hochschullehrer
- Emil Lang (1909–1944), deutscher Luftwaffenoffizier, Jagdflieger
- Emil Lange (1825–1899), deutscher Fotograf
- Emil Lange (1884–1968), deutscher Architekt
- Emil Langen (1824–1870), deutscher Ingenieur und Unternehmer
- Emil Lask (1875–1915), deutscher Philosoph
- Emil Lohner (1865–1959), Schweizer Jurist und Politiker
- Emil Löwenthal (1835–1896), deutscher Maler
- Emil Lueken (1879–1961), deutscher Jurist, Oberbürgermeister von Kiel

#### M
- Emil Mehr (1909–1988), Schweizer Maler, Zeichner, Mosaizist und Kunstpädagoge
- Emil Molt (1876–1936), deutscher Tabakfabrikant und Gründer der ersten Waldorfschule
- Emil Franz Josef Müller-Büchi (1901–1980), Schweizer Publizistikwissenschafter, Rechtshistoriker und Hochschullehrer

#### N
- Emil Nagel (≈1853–?), deutscher Offizier und Afrikareisender
- Emil Nolde (1867–1956), deutscher Maler

#### O
- Emil Oberhoffer (1867–1933), deutsch-US-amerikanischer Dirigent, Komponist und Musikpädagoge
- Emil Oberholzer (1883–1958), Schweizer Psychiater und Psychoanalytiker
- Emil Obermann (1921–1994), deutscher Journalist, Autor und Fernsehmoderator

#### P
- Emil Pott (1851–1913), deutscher Tierzuchtwissenschaftler

#### R
- Emil Rabe von Pappenheim (1798–1849), deutscher Diplomat im Großherzogtum Hessen
- Emil Racoviță (1868–1947), rumänischer Biologe, Botaniker und Höhlenforscher
- Emil Rauchmaul (1891–1968), ungarischer Fußballspieler und -trainer
- Emil Rausch (1807–1884), deutscher evangelischer Theologe
- Emil Rausch (1877–1914), deutscher Offizier
- Emil Rausch (1883–1954), deutscher Schwimmer
- Emil Rathenau (1838–1915), deutscher Geschäftsmann
- Emil Rein (1874–1954), Schweizer Architekt
- Emil-Edwin Reinert (1903–1953), französischer Regisseur, Drehbuchschreiber, Toningenieur und Produzent
- Emil Richards (1932–2019), US-amerikanischer Jazz-Perkussionist
- Emil Roback (* 2003), schwedischer Fußballspieler

#### S
- Emil Schmid (1912–1994), österreichischer Maler und Grafiker
- Emil Schmid-Kerez (1843–1915), Schweizer Architekt
- Emil Ludwig Schmidt (1837–1906), deutscher Anthropologe und Ethnologe
- Emil Schult (* 1946), deutscher Maler, Poet und Musiker
- Emil Schulz (1938–2010), deutscher Boxer
- Emil Schumacher (1912–1999), deutscher Maler und Grafiker
- Emil Spannocchi (1916–1992), österreichischer General
- Emil Stadler (1853–1917), Schweizer Unternehmer, Manager und Politiker
- Emil Steinbach (1846–1907), österreichischer Jurist, Politiker und Finanzminister
- Emil Steinberger (* 1933), Schweizer Kabarettist
- Emil Hegle Svendsen (* 1985), norwegischer Biathlet

#### T
- Emil Thoma (1869–1948), Schweizer Maler und Grafiker

#### U
- Emil Underberg (1904–1958), deutscher Unternehmer

#### V
- Emil Vodder (1896–1986), dänischer Physiotherapeut

#### W
- Emil Waldmann (1880–1945), deutscher Kunsthistoriker und Museumsdirektor
- Emil Waldmann (1925–2012), deutscher Maler und Grafiker
- Emil Wiechert (1861–1928), deutscher Physiker und Seismologe

#### Z
- Emil Zátopek (1922–2000), tschechischer Leichtathlet
- Emil Zeil (* 2005), deutscher Fußballspieler
- Emil Zopfi (* 1943), Schweizer Schriftsteller

### Émile

#### A
- Émile Arnaud (1864–1921), französischer Anwalt, Notar, Pazifist und Schriftsteller

#### B
- Émile Baudot (1845–1903), französischer Ingenieur und Erfinder
- Émile Bender (1871–1953), französischer Politiker
- Émile Borel (1871–1956), französischer Mathematiker und Politiker
- Émile Burie (1893–1970), französischer Automobilrennfahrer

#### C
- Émile Chartier (1868–1951), französischer Denker und Schriftsteller
- Émile Clapeyron (1799–1864), französischer Physiker

#### D
- Émile Deltour (1899–1956), belgischer Jazzgeiger, Komponist, Arrangeur und Bandleader
- Émile Deville (1824–1853), französischer Mediziner und Tierpräparator
- Émile Durkheim (1858–1917), französischer Soziologe

#### E
- Émile Ess (1932–1990), Schweizer Ruderer
- Émile Eudes (1843–1888), französischer Kommunarde

#### F
- Émile Fouchard (1902–1996), französischer Politiker und Résistant
- Émile Friant (1863–1932), französischer Maler

#### G
- Émile Gallé (1846–1904), französischer Kunsthandwerker (Art Nouveau)

#### H
- Émile Hamonic (1861–1943), französischer Fotograf und Verleger

#### I
- Émile Idée (1920–2024), französischer Radrennfahrer

#### J
- Émile Jaques-Dalcroze (1865–1950), Schweizer Komponist und Musikpädagoge

#### K
- Émile Kraeutler (1866–?), deutsch-französischer Automobilrennfahrer

#### L
- Émile Lacharnay (1888–1962), französischer Automobilrennfahrer
- Émile Lemoine (1840–1912), französischer Mathematiker und Ingenieur

#### M
- Émile Mayade (1853–1898), französischer Autopionier und Rennfahrer
- Emile Mpenza (* 1978), belgischer Fußballspieler

#### N
- Émile Nouguier (1840–1897), französischer Bauingenieur, Mitentwickler des Eiffelturms

#### O
- Émile Ollivier (1825–1913), französischer Politiker und Staatsmann

#### P
- Émile Parisien (* 1982), französischer Jazz-Saxofonist, Bandleader und Jazz-Komponist
- Émile Prisse d’Avesnes (1807–1879), französischer Ägyptologe und Archäologe

#### R
- Émile Regnault (1811–1863), französischer Arzt und Autor
- Émile Rey (1846–1895), Bergführer aus dem italienischen Aostatal

#### S
- Émile Schuffenecker (1851–1934), französischer Maler des Neoimpressionismus

#### T
- Émile Tavan (1849–1929), französischer Komponist und Arrangeur

#### V
- Émile Vanderburch (1794–1862), französischer Literat, Vaudevillist und Dramatiker

#### W
- Émile Waldteufel (1837–1915), französischer Komponist
- Émile Wesly (1858–1926), belgisch-französischer Komponist und Journalist

#### Y
- Émile Yelle (1893–1947), kanadischer Ordensgeistlicher und römisch-katholischer Erzbischof

#### Z
- Émile Zola (1840–1902), französischer Schriftsteller und Journalist